# Клод Н'Горан
Клод Н'Горан (нар. 18 березня 1975) — колишній івуарський тенісист.
Найвищу одиночну позицію світового рейтингу — 200 місце досяг 7 серпня 1995, парну — 161 місце — 15 квітня 1996 року.

## Титули на челленджерах

### Парний розряд: (4)
| Ранг | Рік  | Турнір                 | Покриття | Партнер            | Суперники                          | Рахунок       |
| ---- | ---- | ---------------------- | -------- | ------------------ | ---------------------------------- | ------------- |
| 1.   | 1995 | Асунсьйон, Парагвай    | Ґрунт    | Франсіско Монтана  | Пауло Карвальйо Франсіско Родрігес | 6–2, 6–3      |
| 2.   | 1995 | Калі (місто), Колумбія | Ґрунт    | Франсіско Монтана  | Отавіу Делла Густаво Куертен       | 6–3, 3–6, 6–4 |
| 3.   | 1996 | Салінас, Еквадор       | Тверде   | Хуан Карлос Б'янкі | Даніель Оршанік Лоренс Тілеман     | 7–5, 6–4      |
| 4.   | 1996 | Монтобан, Франція      | Ґрунт    | Жиль Басті         | Клінтон Феррейра Андрей Павел      | 6–4, 1–6, 7–6 |